# ابن أبي الربيع
شِهابُ الدِّين أحمد بن مُحمَّد بن أبي الرَّبيع هو أديب ومفكر مسلم من العصر العبَّاسي، اختلفت الأقوال في الزمن الذي عاشه، فبعض المؤرخين من قال بنُسبته إلى عصر الخليفة المعتصم بالله (حكم 218 – 227هـ / 833 – 842م)، ومنهم من نسبه إلى الخليفة المستعصم بالله (حكم 640 – 656هـ / 1242 – 1258م). اشتهر بتصنيفه كتاب سلوك المالك في تدبير الممالك في السياسة، والذي تضمن آراءً مفصلة في التربية والتعليم مهديًا الكتاب للخليفة.

## سيرته
تعد سيرة شهاب الدين بن أبي الربيع ضئيلة، وتذكره بعض المصادر كأديب من رجال الخليفة المعتصم بالله. إلا أن تحديد فترته الزمنية كان محل خلاف بين الباحثين؛ فبينما ينسبه البعض لعصر المعتصم في القرن الثالث الهجري، يرى آخرون أنه عاش في عصر الخليفة المستعصم بالله في القرن السابع الهجري، وذلك بالاعتماد على ما نقله المؤرخ العثماني حاجي خليفة في كشف الظنون. عُرف بكتابه الشهير "سيرة المالك في تدبير الممالك".

## فكره التربوي
يُعد كتاب "سلوك المالك" المرجع الأساسي لأفكار ابن أبي الربيع التربوية، مؤكدًا على ضرورة البدء بتأديب الطفل في سن مبكرة لسهولة توجيهه قبل تأصُّل العادات السيئة فيه. يرى ابن أبي الربيع أن أنجح الصبيان في تقبل الأدب هو من اتصف بالحياء وحب الكرامة، بينما يفتقر خلافه إلى سياسة تربوية تتدرج من التخويف، إلى الضرب عند الحاجة، ثم الإحسان والمكافأة عند تحسن سلوكه.
أدرك ابن أبي الربيع مبدأ الفروق الفردية، فلاحظ أن الأطفال يختلفون في طبائعهم واستعدادهم للتعلم، وقسّم المتعلمين إلى ثلاثة أصناف: ذوو الطباع الجيدة الذين يستحقون تعلم كافة العلوم، والبُلداء الذين يجب توجيههم لتعلم المهارات النافعة، وذوو الطباع الرديئة الذين ينبغي التركيز على تهذيب أخلاقهم. ورفع من شأن المعلمين، معتبرًا إياهم سبب "نشوء النفس" وهو ما يفوق دور الوالدين في "نشوء الجسد". أما منهجية التعليم لديه، فيرى أن تبدأ في الصغر بتعليم الآداب السلوكية كآداب الطعام وتجنب الكذب والوقاحة، ثم عند البلوغ ينتقل التعليم إلى القرآن الكريم، فشيء من اللغة والنحو والبلاغة، ثم الحساب والهندسة، مع الاطلاع على الفقه والحديث، ويُؤمر المتعلم مع ذلك كله بإكرام معلمه وتقديره.

## مؤلفاته
- سلوك المالك في تدبير الممالك

### فهرس الوب
1. 1 2 3  "أحمد بن محمد بن أبي الربيع شهاب الدين". تراجم. اطلع عليه بتاريخ 2025-07-06.
2. 1 2 3 4  علي، ا د محمود محمد (4 أكتوبر 2019). "ابن أبي الربيع رائد الفكر السياسي الإسلامي (1)". صحيفة المثقف. اطلع عليه بتاريخ 2025-07-06.
3. 1 2 3 4  "شهاب الدين بن أبي الربيع.. خطوات منهجية في فكره التربوي – المنتدى الإسلامي العالمي للتربية". مؤرشف من الأصل في 2025-02-12. اطلع عليه بتاريخ 2025-07-06.